# Jazz (treno)
I convogli ETR 324, ETR 425 ed ETR 526, soprannominati Jazz da Trenitalia, sono elettrotreni prodotti da Alstom acquistati da Trenitalia e Trenord.
Costituiscono la terza generazione di elettrotreni Coradia Meridian, dopo Minuetto ed ETR245/ETR234.

## Descrizione

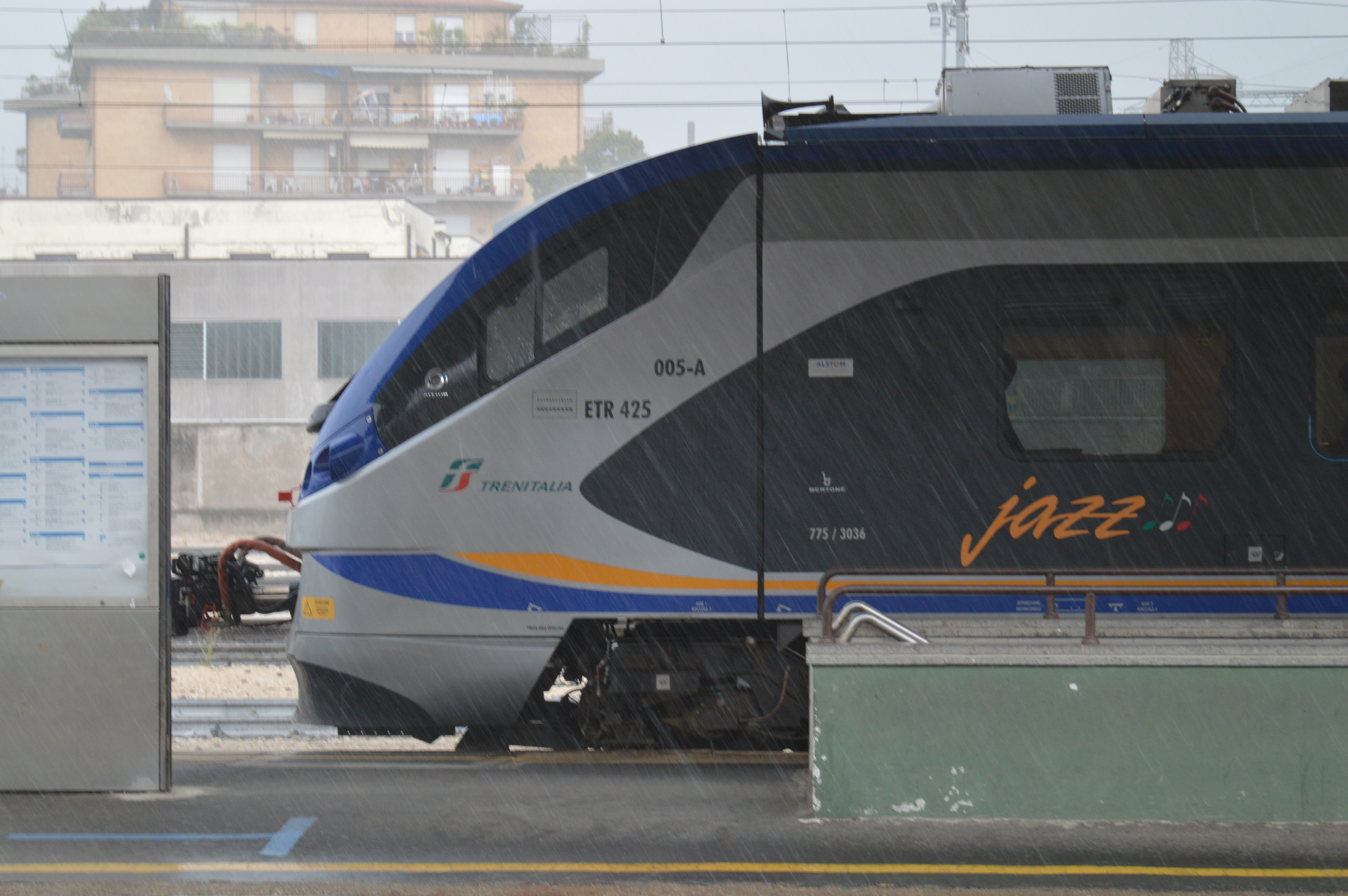
Veduta dettagliata della denominazione utilizzata da Trenitalia per gli ETR.425.

Tali elettrotreni, costruiti da Alstom Ferroviaria negli stabilimenti di Savigliano, con la relativa parte meccanica sviluppata negli impianti di Sesto San Giovanni e Bologna, sono dotati di quattro motori che possono far raggiungere al convoglio la velocità di 160 km/h (125 km/h sotto catenaria 1,5 kV). Il convoglio può essere alimentato sia a 3 kV cc, sia a 1,5 kV cc.
Gli elettrotreni Jazz sono dotati di pianale ribassato nella parte centrale delle casse (soluzione già adottata con i convogli Minuetto), per permettere un migliore incarrozzamento. I convogli sono inoltre dotati di telecamere esterne e interne. Esternamente, le vetture presentano la livrea DPR.

## Versioni
Le tre versioni di questo elettrotreno differiscono tra loro sia per il numero di casse sia per la disposizione interna, in ragione del servizio svolto:

### ETR 324 (convogli a 4 casse)
- Versione Regio Express e Base: 202 posti + 145 in piedi (ordine di Trenitalia).

### ETR 425 (convogli a 5 casse)
- Versione Base: 290 posti + 117 in piedi (ordine di Trenitalia);

- Versione Aeroportuale: 253 posti + 158 in piedi (ordine di Trenitalia);
- Versione Metropolitana: 253 posti + 215 in piedi (ordine di Trenitalia);
- Versione da 250 posti + 177 in piedi (ordine di Trenord per la Lombardia), con allestimenti interni RegioExpress e livrea Trenord; ufficialmente non portano il nome Jazz.

### ETR 526 (convogli a 6 casse)
- Versione da 302 posti + 209 in piedi (ordine di Ferrovienord), con allestimenti interni RegioExpress e livrea Trenord; ufficialmente non portano il nome Jazz.
- Versione da 282 posti seduti + trasporto di 20 biciclette (ordine di Trenitalia per la Provincia autonoma di Trento)

## Galleria d'immagini

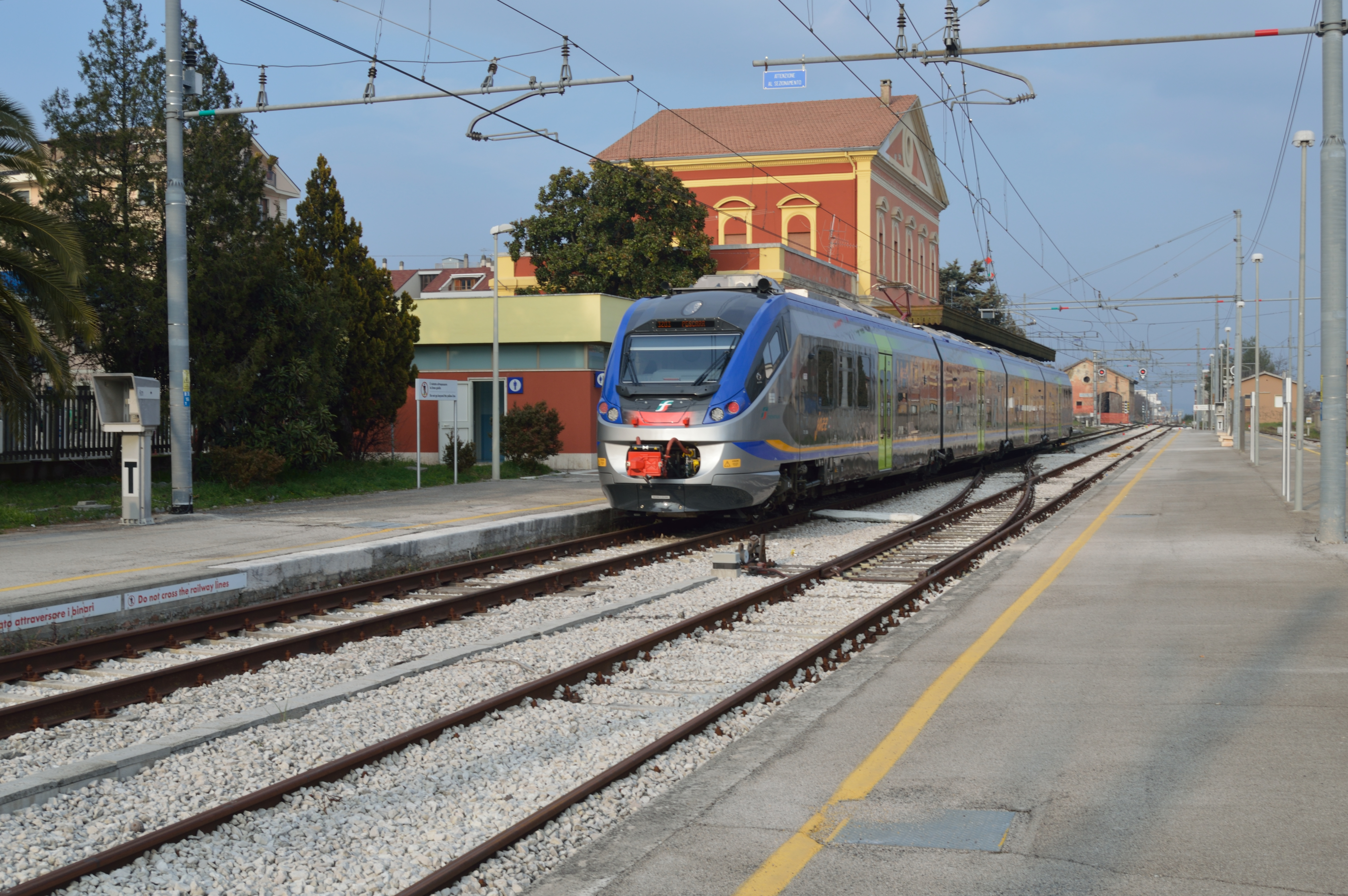
Un ETR.324 alla stazione di Teramo.
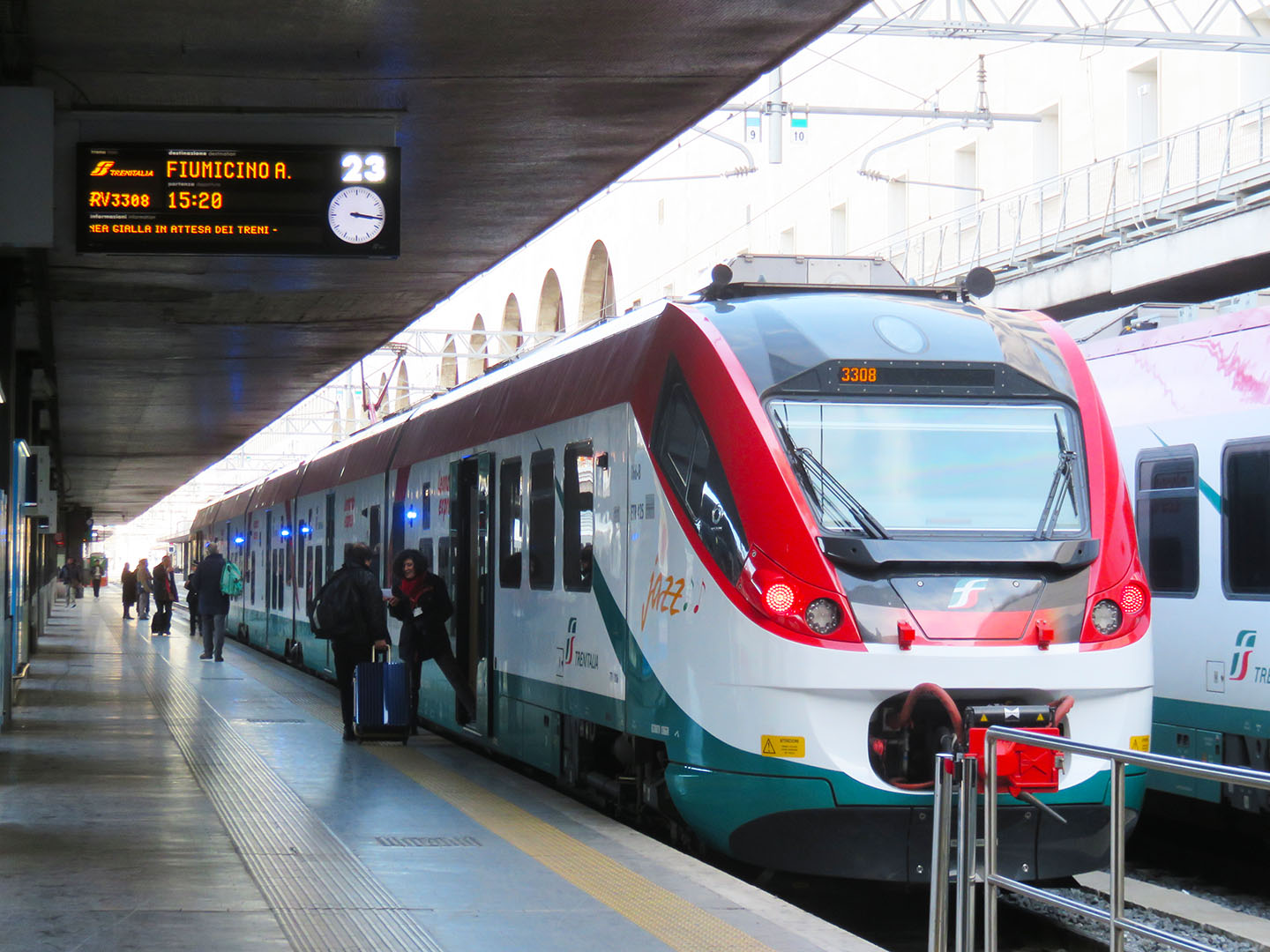
Un ETR.425 in livrea Leonardo Express.
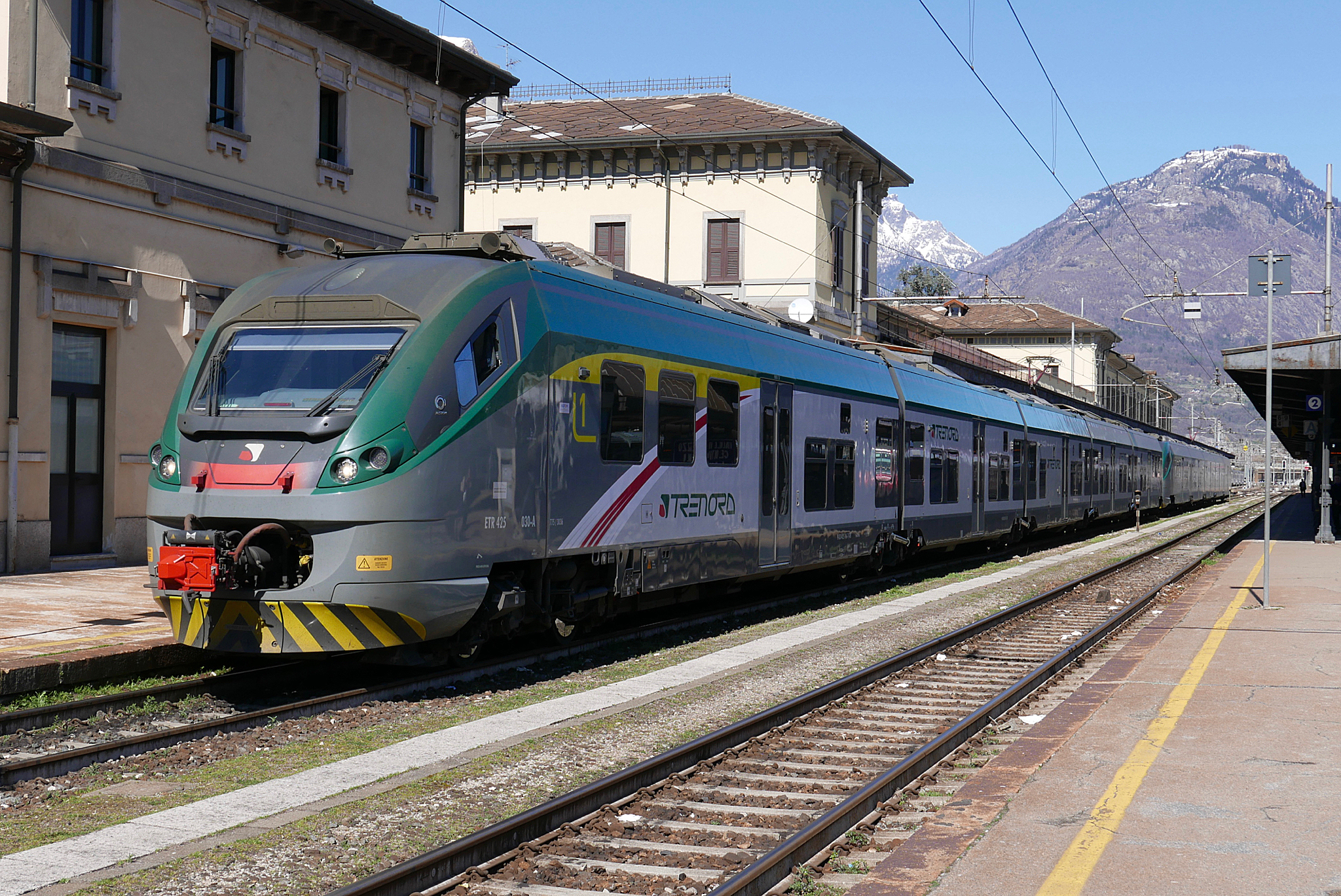
Due ETR.425 accoppiati in livrea Trenord in sosta alla stazione di Domodossola.
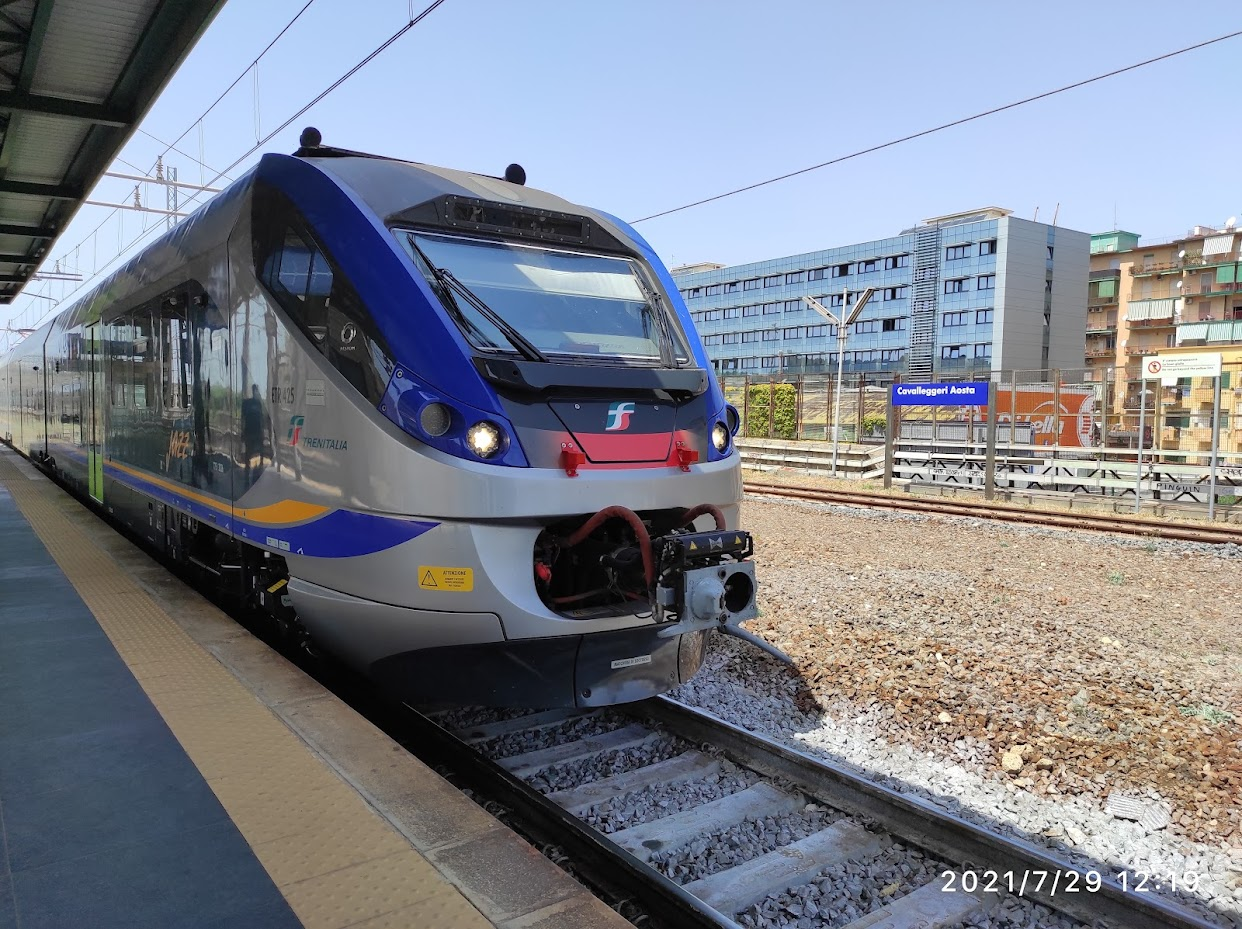
Un ETR.425 in servizio per la linea 2 di Napoli, in sosta alla stazione di Cavalleggeri Aosta.
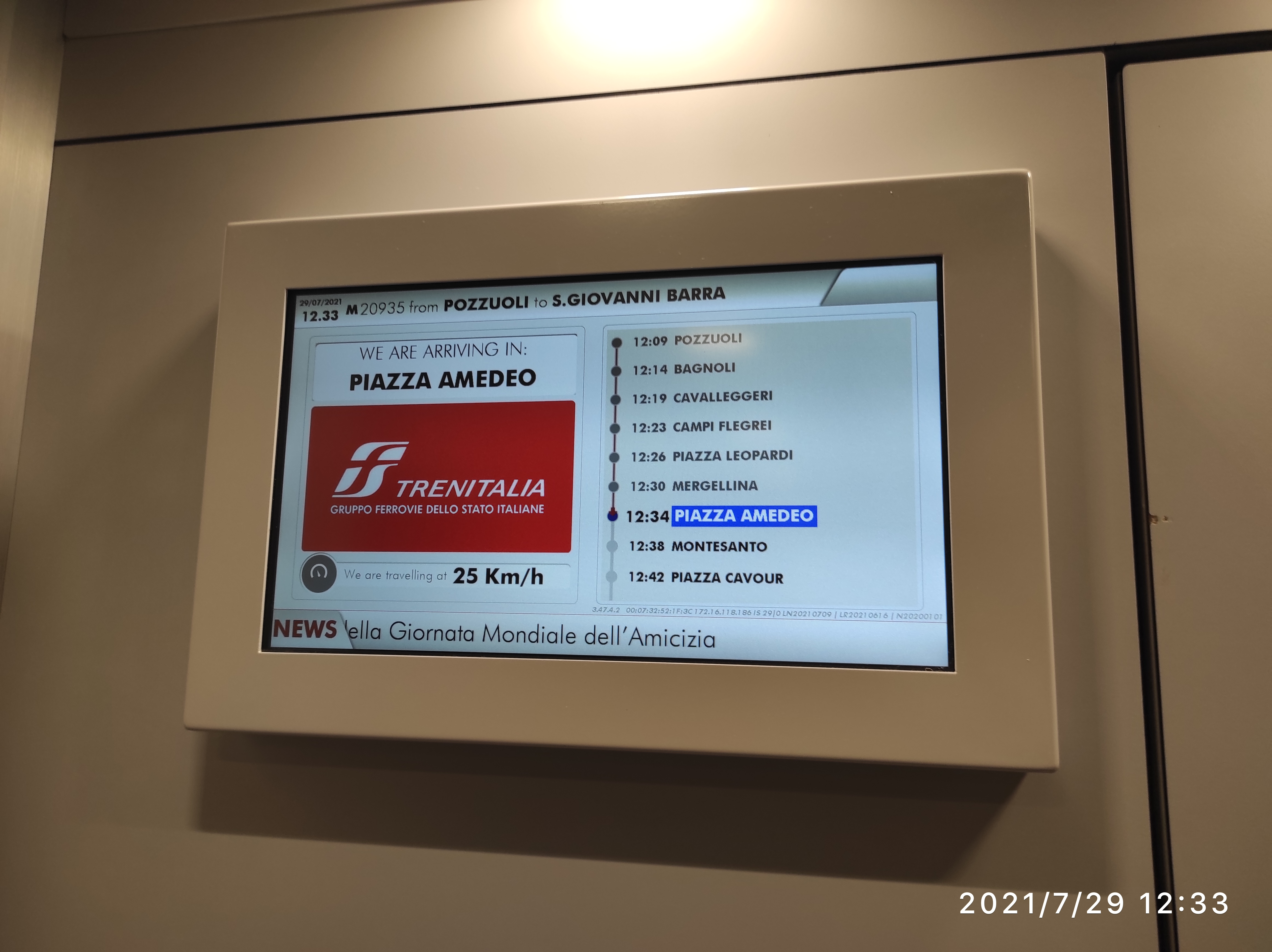
Un display interno del treno che mostra il percorso effettuato e quello rimanente.
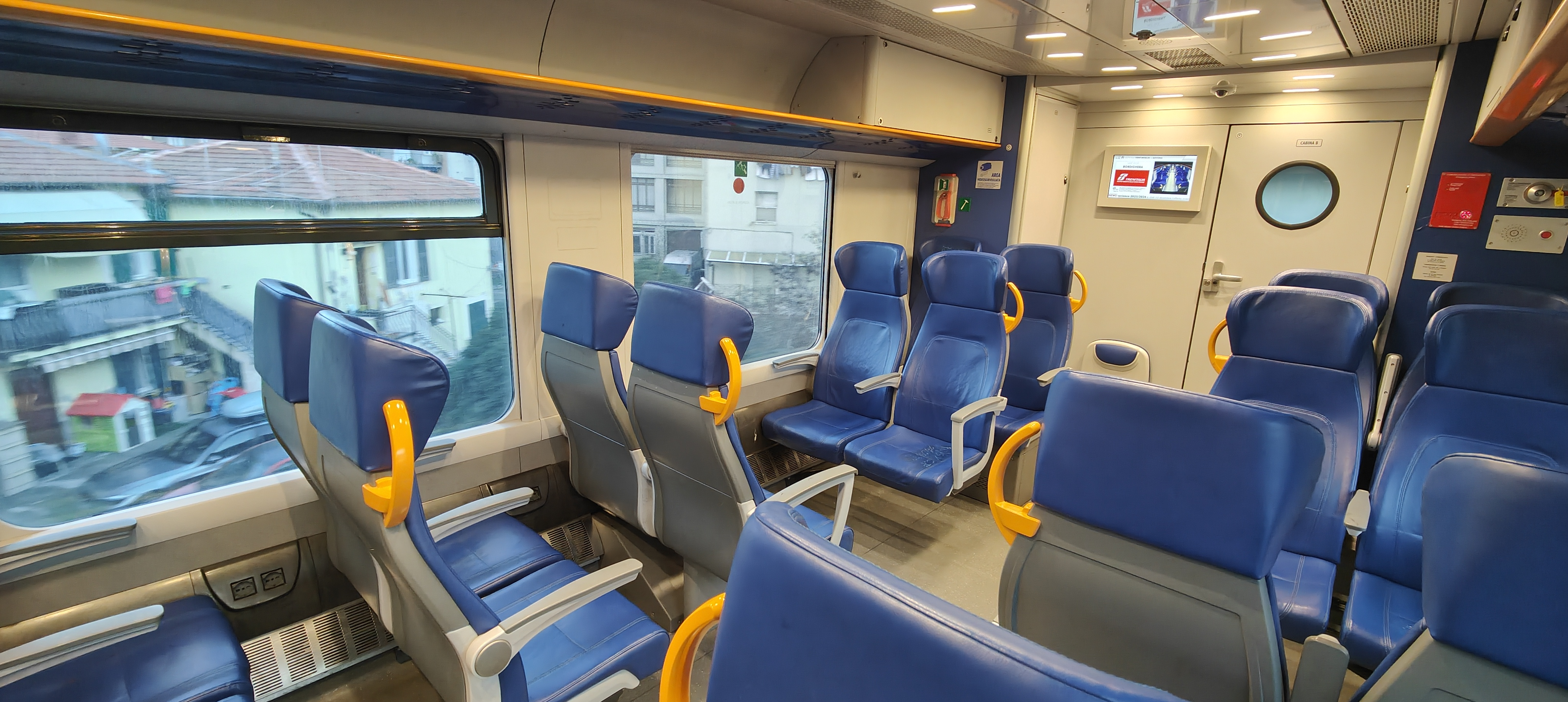
La disposizione dei sedili di un ETR.425
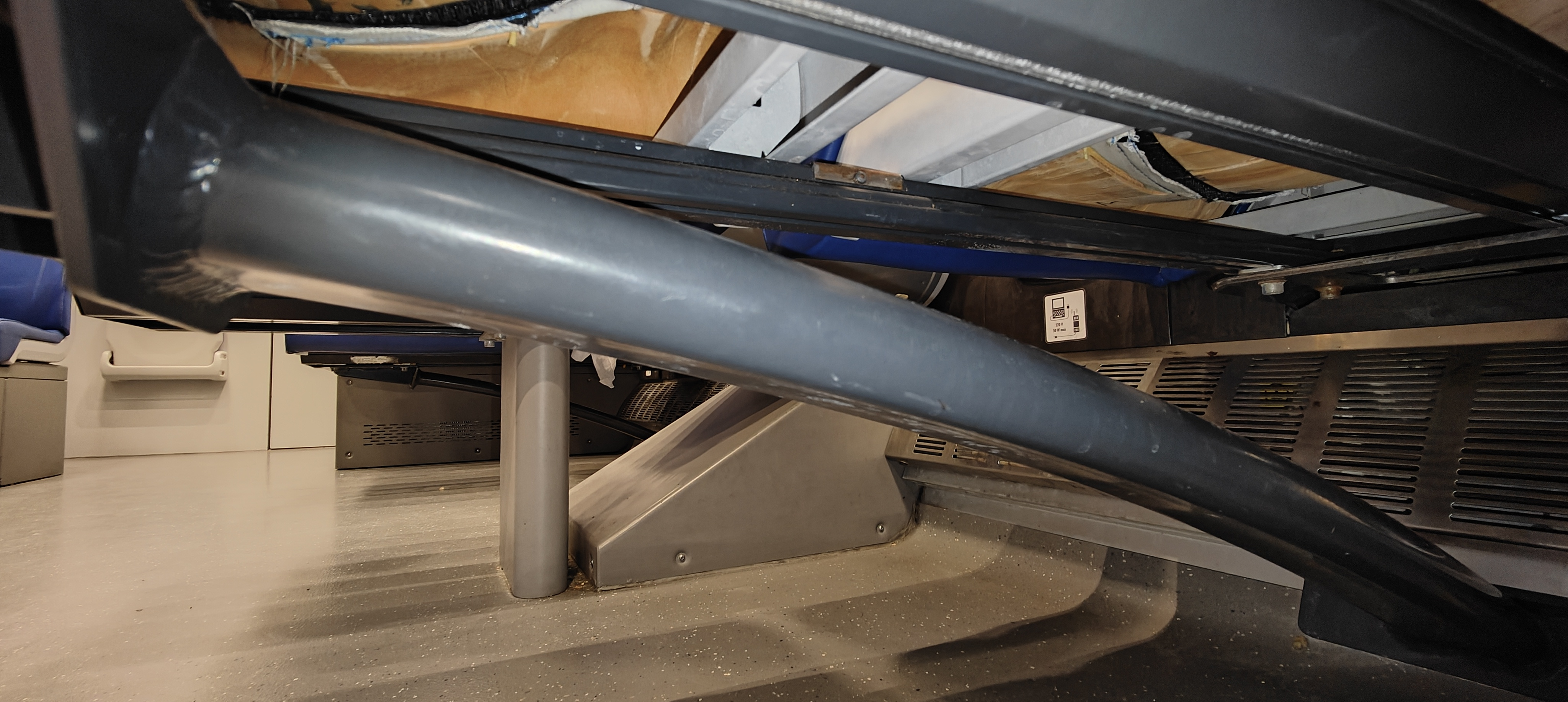
Particolare della barra di ancoraggio dei sedili sospesi per facilitare la pulizia